# Unión Deportiva Las Palmas Atlético
Unión Deportiva Las Palmas Atlético - antigo Las Palmas B - é um clube de futebol espanhol da cidade de Las Palmas de Gran Canaria, no arquipélago das Canárias. Atualmente disputa a Segunda Federación (quarta divisão espanhola).
Seu estádio é o Anexo, com capacidade para 2 mil lugares. Usou ainda os estádios Insular, Municipal Jorge Pulido e Pepe Gonçalvez, também em Las Palmas;

## História
Fundado em 1941 como Unión Atlética Club de Fútbol, se chamou ainda Unión Deportiva Las Palmas Aficionado (1959–77) e Las Palmas Atlético (1977–91). Trocou de nome para Unión Deportiva Las Palmas B em 1991, utilizando tal nome até 2008, quando voltou a se chamar Las Palmas Atlético.